# Büderich (Meerbusch)

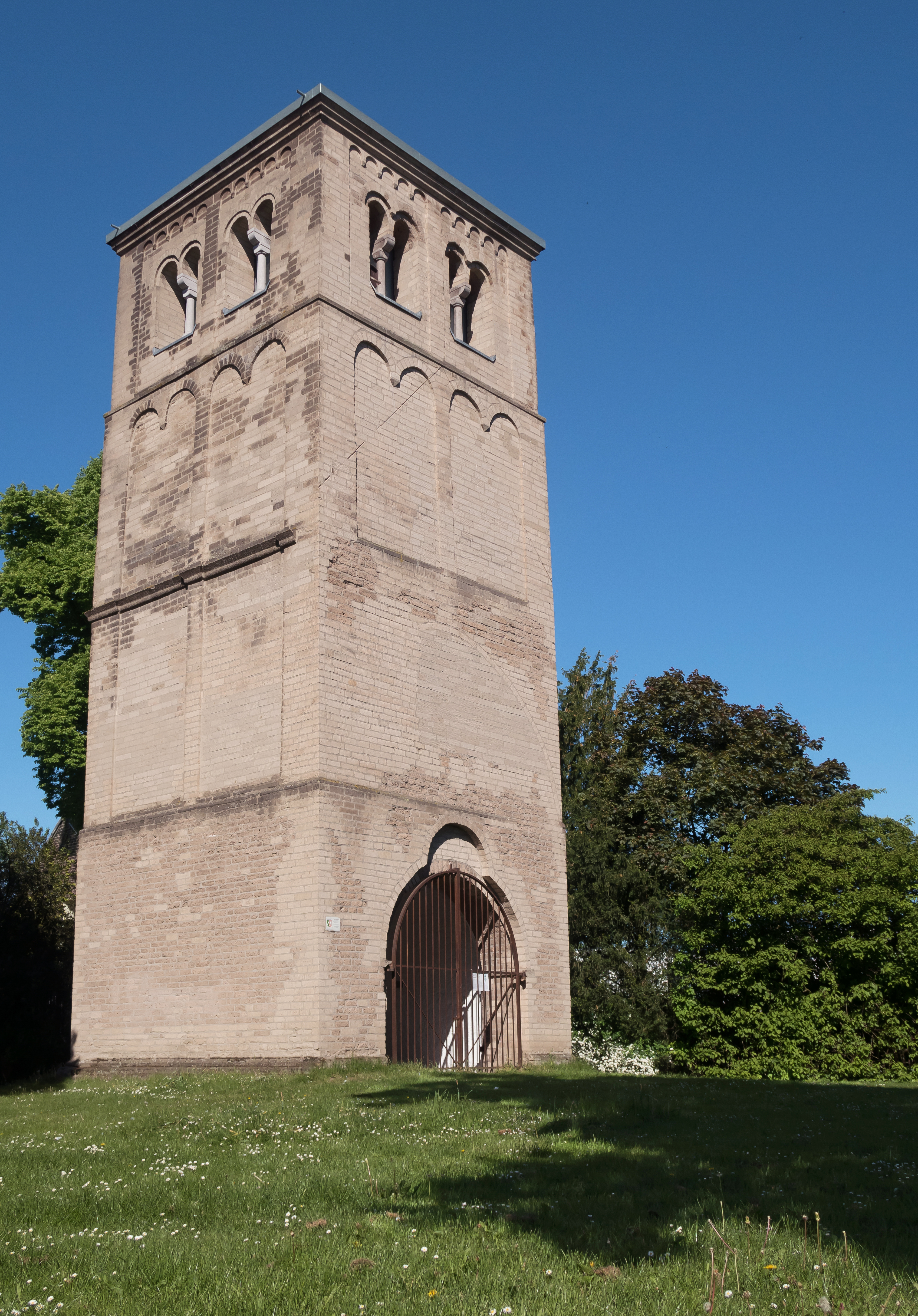
Büderich, kerktoren: der Alte Kirchturm Sankt Mauritius

Büderich is een plaats in de Duitse gemeente Meerbusch, deelstaat Noordrijn-Westfalen, en telt 21.563 inwoners (2006).
Tot 31 december 1969 was Büderich een zelfstandige gemeente. Op 1 januari 1970 werd deze gemeente samen met de gemeenten Osterath, Lank-Latum, Strümp, Ilverich, Ossum-Bösinghoven, Langst-Kierst en Nierst door gemeentelijke herindeling opgeheven en samengevoegd tot de nieuwe gemeente Stadt Meerbusch.
De gemeente Stadt Meerbusch hoort bij het district Rhein-Kreis Neuss.

## Geboren in Büderich
- Michael Sommer (1952-2025), vakbondsbestuurder